# Anastasius Hartmann
 (avril 2024).
Si vous disposez d'ouvrages ou d'articles de référence ou si vous connaissez des sites web de qualité traitant du thème abordé ici, merci de compléter l'article en donnant les références utiles à sa vérifiabilité et en les liant à la section « Notes et références ».
Pour les articles homonymes, voir Hartmann.
Anastasius Hartmann, né le 24 février 1803 à Hitzkirch (Suisse) et décédé le 1er mai 1866 à Patna (Inde) est un prêtre capucin suisse, missionnaire en Inde du Nord et vicaire apostolique (évêque) de Patna (1846) puis de Bombay (1849 à 1858). 

## Biographie
Fils de Joseph Hartmann et de son épouse Barbara, née Nietlisbach, Anastasius Hartmann est né à Hitzkirch, en Suisse, le 14 février 1803. Il fait ses études secondaires à Soleure et entre ensuite, en 1821, au noviciat des frères mineurs capucins. Il y fait sa profession religieuse, et après les études habituelles de philosophie et théologie est ordonné prêtre le 25 septembre 1825.
Jusqu'en 1830, il œuvre comme aumônier à Lucerne, puis comme maître des novices et professeur de théologie à Fribourg. En 1839, il est envoyé à Soleure comme professeur de philosophie. Depuis quelque temps, il ressent un grand désir de partir en pays de mission. Après avoir longtemps hésité, ses supérieurs donnent leur accord. 
En septembre 1841, Hartmann quitte la Suisse et, à pieds, se rend à Rome. Il y est retenu quelque temps par le supérieur général. Finalement en 1843, un groupe missionnaire est formé et affecté à la mission d’Inde du Nord, territoire confié aux pères capucins. Cinq mois après son arrivée, il est responsable de la mission catholique dans la ville de Gwalior, alors capitale d’une principauté indienne (dans l’actuel Madhya Pradesh). Hartmann est nommé vicaire apostolique de Patna (Inde du Nord) en 1845, et consacré évêque le 16 mars 1846, avec siège titulaire de Derbé (de). 
Le 16 août 1849, il est nommé administrateur du vicariat apostolique de Bombay, alors en pleine crise juridictionnelle, certaines paroisses restant fidèles au padroado portugais et d’autres reconnaissant l’autorité de la Propaganda Fide. Sa patience et son tact permettent d’y ramener la paix, sans trouver cependant une solution définitive au schisme.
En 1858, Anastasius Hartmann donne sa démission de Bombay et reprend résidence à Patna dont il reste le vicaire apostolique jusqu'à sa mort, survenue le 1er mai 1866.